# Miconia wagneri
Miconia wagneri är en tvåhjärtbladig växtart som beskrevs av James Francis Macbride. Miconia wagneri ingår i släktet Miconia och familjen Melastomataceae. Inga underarter finns listade i Catalogue of Life.